# Adel i Tyskland
Adelen i Tyskland var den øverste samfundsklasse i først det tysk-romerske rige, Det tyske Forbund og siden i det tyske kejserrige.
I Tyskland bukkede kongedømmet ikke så hurtigt under for lensadelen som i Frankrig; men da opløsningen kom, blev den til gengæld varig: Det tyske rige søndersplittedes i talrige enkeltstater, der kun ved et yderst løst bånd knyttedes sammen under kejser og rige. Således fremkom sondringen mellem en højadel, der stod umiddelbart under kejseren og havde »Reichsstandschaft«, altså stemme på den tyske Rigsdag, og lavadelen, der stod under en af territorialherrerne; til den sidste regnedes dog også Rigsridderskabet. Bortset fra den
rigsumiddelbare adels fyrstelige rettigheder var de fleste privilegier fælles for begge adelens klasser, så længe det gamle tyske rige bestod. Alle disse adelige særrettigheder er dog bortfaldne ved reformerne i Napoleonstiden og senere, og kun den høje adel indtog i Tyskland en særstilling indtil 1918.
1803 blev de gejstlige fyrstendømmer »mediatiserede«, indlagte under de større stater til erstatning for, hvad disse havde tabt ved afståelsen af den venstre Rhin-bred til Frankrig; 1806 mediatiseredes mange verdslige fyrster ved Rhinforbundets oprettelse. Disse fyrster fik ikke deres lande tilbage ved Det tyske Forbunds oprettelse 1815; men forbundsakten sikrede dem høje æresrettigheder, især den ægteskabelige jævnbyrdighed med de suveræne fyrstehuse, og en privilegeret stilling inden for de enkelte stater, således udstrakt jurisdiktion, skattefrihed, arveligt sæde i staternes førstekammer. De fleste af disse rettigheder er dog siden ophævede; kun den sidste fandtes endnu i alle de tyske enkeltstater indtil 1918. Til denne høje adel regnes også de regerende fyrsters familie; standens fælles prædikat er »Durchlaucht«.